# 杜棟
杜棟（？—？），字孔材，號戒菴，山東萊州府即墨縣人，民籍，明朝政治人物。

## 生平
嘉靖二十八年（1549年）己酉科山東鄉試第四十八名舉人。嘉靖三十二年（1553年）中式癸丑科會試第三百七十六名，三甲第二百八十五名進士。吏部观政，起复授兵部主事。四十三年任长芦盐运使。

## 家族
曾祖杜資，縣丞；祖父杜希仁；父杜誌，母劉氏。兄杜桂、杜椿、杜桧（生员）。